# Berghotel Friedrichroda

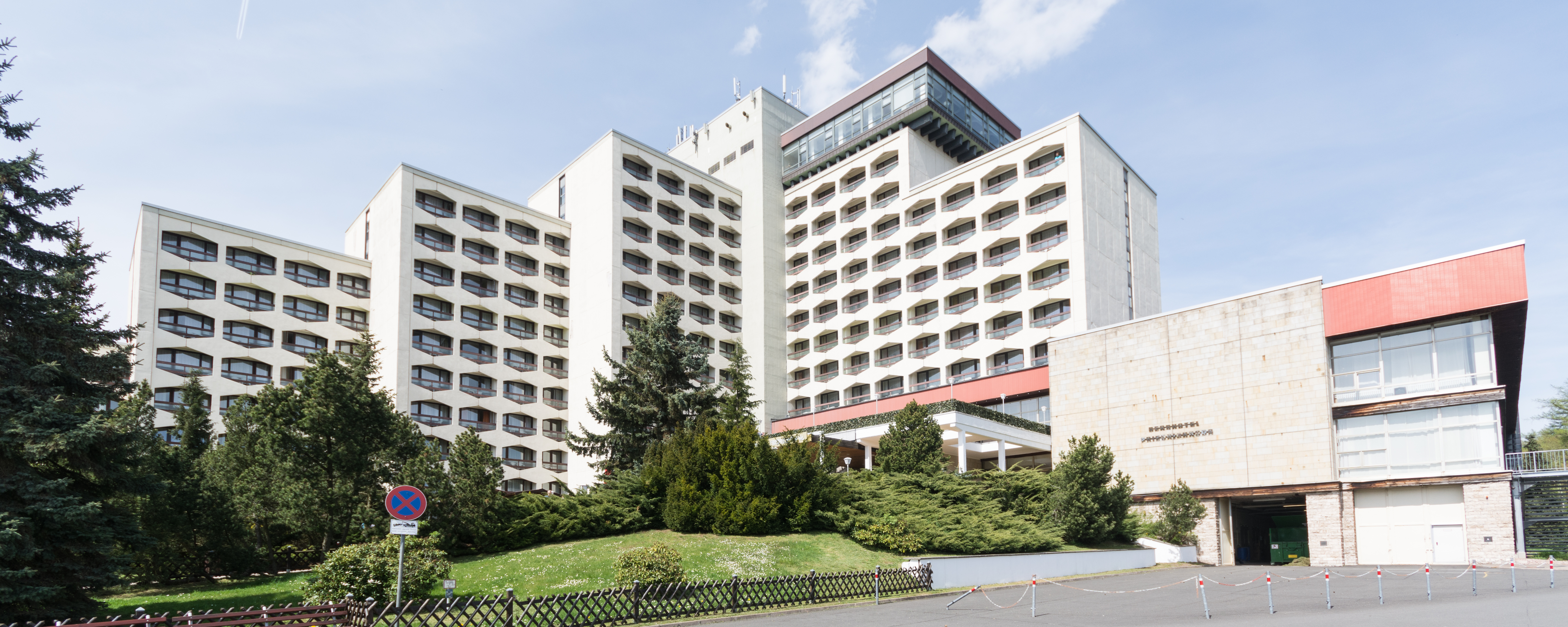
Berghotel Friedrichroda, 2015

Das Berghotel Friedrichroda ist ein 1980 als Erholungsheim „August Bebel“ des FDGB eröffnetes Ferien- und Tagungshotel auf dem Reinhardsberg am Stadtrand des Luftkurortes Friedrichroda im Thüringer Wald.

## Geschichte
Das Berghotel Friedrichroda wurde 1980 als Erholungsheim „August Bebel“ der DDR-Gewerkschaft FDGB eröffnet. Der auf dem Reinhardsberg errichtete Gebäudekomplex war das größte und eines der modernsten FDGB-Ferienheime. Es war vor allem verdienten und kinderreichen DDR-Bürgern vorbehalten. Zu DDR-Zeiten hatte das Hotel 1500 Betten. Einige Zeugnisse aus der Zeit als FDGB Erholungsheim sind im Museum für Regionalgeschichte und Volkskunde in Gotha archiviert.
Nach der Wende veräußerte die Treuhandanstalt das Hotel an die Euromill Hotelmanagement GmbH, die jedoch 1999 Insolvenz anmeldete. 1999 übernahm die Hotelgruppe Albeck & Zehden aus Berlin den Betrieb mit einer neuen Unternehmenssparte, woraus die eigenständige Hotelgruppe Ahorn Hotels hervorgegangen ist. 2010 wurde das Berghotel in Ahorn Berghotel Friedrichroda umbenannt.

## Architektur
Das Erholungsheim „August Bebel“ wurde 1979 vom VEB Bau Gotha als industrieller Betonfertigteilbau errichtet. Das Gebäude ist stark gegliedert mit markanten Balkonelementen sowie unterschiedlichen Fassaden aus Sichtbeton, Sandstein und Glas. Die einzelnen Baukörper sind strukturiert sowie gestaffelt mit bis zu zwölf Geschossen. Gemessen am üblichen Plattenbau in der DDR der späten 1970er Jahre kennzeichnet das Gebäude eine eher aufwändige und repräsentative Architektur.
Im Gaststättentrakt befindet sich ein 12 mal 12 Meter großes Emaille-Wandbild von Willi Neubert zum Thema: Sport, Spiel, Erholung und Freizeitgestaltung.

## Hotelbetrieb
Mit seinen 457 Zimmern auf zwölf Etagen ist es das größte Hotel in Thüringen. Das Drei-Sterne-Hotel ist Teil der Ahorn Hotels. Die Gastronomie im Haus umfasst eine Bar, ein Buffetrestaurant, einen Biergarten und ein Panoramarestaurant im 12. Stock.